# Boomgaard Gronsveld
Boomgaard Gronsveld is een hoogstamboomgaard, gelegen aan de Kampweg te Gronsveld.
De boomgaard van 0,5 ha werd in 1980 door het echtpaar Van Wessem-Van de Leur geschonken aan de Stichting Limburgs Landschap. De hoogstamboomgaarden, kenmerkend voor het Limburgse landschap, werden in de jaren 50 en 60 van de 20e eeuw in hoog tempo door laagstambomen vervangen, welke weliswaar een efficiënter bedrijfsvoering bieden, maar voor het oog minder aantrekkelijk zijn en bovendien minder te bieden hebben voor vogels.
De Gronsveldse boomgaard wordt op natuurlijke beheerd en onderhouden teneinde deze als cultuurmonument in stand te houden, inclusief de meidoornhagen die de boomgaarden vanouds omringden. Onder meer de steenuil nestelt in deze boomgaard.